# Samurou
Samurou is een nagar panchayat (plaats) in de Indiase staat Manipur. Het is gelegen op de grens tussen de districten Imphal-West en Thoubal.

## Demografie
Volgens de Indiase volkstelling van 2001 wonen er 14.232 mensen in Samurou, waarvan 50% mannelijk en 50% vrouwelijk is. De plaats heeft een alfabetiseringsgraad van 66%. 